# Moreidae
De Moreidae zijn een familie van uitgestorven weekdieren uit de klasse van de Gastropoda (slakken). Exemplaren van deze familie zijn slechts als fossiel bekend.

## Taxonomie
De volgende taxa zijn bij de familie ingedeeld:
- † Onderfamilie Moreinae Stephenson, 1941 †
- † Onderfamilie Pyropsinae Stephenson, 1941 †